# پرستون بیست
پرستون بیست (به انگلیسی: Preston Bissett) یک روستا و محله مدنی در بریتانیا است که در الزبری ول واقع شده‌است. پرستون بیست ۲۸۲ نفر جمعیت دارد.